# Cyphomyrmex castagnei
Cyphomyrmex castagnei is een mierensoort uit de onderfamilie van de Myrmicinae. De wetenschappelijke naam van de soort is voor het eerst geldig gepubliceerd in 1993 door Mackay & Baena.